# Milites peregrini
I milites peregrini, o anche solo peregrini, erano un corpo dell'esercito romano di stanza a Roma.

## Descrizione
Sull'identità dei peregrini sono state formulate diverse ipotesi. Le prime ipotesi si basano principalmente sulla testimonianza di epigrafi sepolcrali riguardanti ufficiali di stanza a Roma posti a comando di tali peregrini, così chiamati, secondo questa ipotesi, perché privi della cittadinanza romana. I milites peregrini sarebbero quindi un corpo militare costituito da soldati senza cittadinanza. Scoperte successive lascerebbero invece supporre che con peregrini ci si riferisse a comandanti di varie formazioni distaccate a Roma, in accampamenti detti castra peregrina. In particolare, queste formazioni sarebbero corpi specializzati come frumentarii e speculatores, distaccati a Roma ma originariamente appartenenti a legioni dislocate nelle province. Queste formazioni e il loro comandante sarebbero quindi "peregrini" non in quanto privi di cittadinanza, ma in quanto non appartenenti a legioni dell'Urbe, pur essendo stanziati a Roma. Una ulteriore ragione per chiamarli peregrini potrebbe essere stata anche che fossero per la maggior parte provinciali, cioè non italici, mentre tutte le truppe urbane (come urbaniciani e pretoriani) erano arruolate entro i confini dell'Italia romana per almeno tutto l'alto Impero.
Gli unici ruoli che conosciamo per i peregrini sono: 
- Princeps peregrinorum, anche detto Princeps Castrorum Peregrinorum, che rappresentava il comandante in campo di tutte le truppe acquartierate nei castra peregrina;
- Subprinceps Peregrinorum ossia l'aiutante del suddetto;
- Optio Peregrinorum il sergente maggiore delle truppe.

Sappiamo che a questi erano subordinati direttamente i centurioni dei frumentarii, e che il grado subito successivo era primipilo di legione.